# Manuel López (gobernador)
Manuel López (Pampayasta Sud, Córdoba, 1780 - Santa Fe, 1860) fue un ganadero y militar argentino, gobernador de la provincia de Córdoba durante 17 años, como aliado incondicional de Juan Manuel de Rosas.

## Comienzos
Se educó en la capital provincial, pero vivía en su estancia del sur de la provincia, sobre el río Tercero. Era un hombre de trato rústico, aunque leía y escribía asiduamente. Su formación como patrón de estancia lo acostumbró al mando, y sus propios enemigos le reconocieron franqueza y rectitud en su justicia.
En 1817 fue la autoridad política del departamento Tercero Arriba, nombrado por el gobernador unitario Manuel Antonio Castro. En 1821, el gobernador Juan Bautista Bustos lo nombró comandante militar del mismo departamento, y su misión era reunir tropas, evitar las correrías de los ladrones y frenar los avances de los indígenas de la Pampa. Instaló la cabecera de su departamento en Villa Nueva - enfrente de la hoy ciudad de Villa María - y colaboró en la construcción de fortines y una escuela, obligando a los padres a enviar allí a sus hijos.
Estaba casado con María de los Santos Arias de Cabrera, descendiente del fundador de la ciudad de Córdoba.

## La guerra civil
Cuando en 1829 el general unitario José María Paz invadió la provincia de Córdoba, se apresuró a mostrarse sumiso y obediente a la nueva autoridad, pero no le prestó ninguna ayuda. Después de la Batalla de La Tablada se puso al habla con el federal Facundo Quiroga, y cuando - ante el regreso de este, en 1830 - Paz ordenó evacuar todo el sur de la provincia, se unió al ejército federal. Pero apenas quince días después, Paz venció a Quiroga en Oncativo, y López se vio obligado a huir hacia Santa Fe, donde se puso bajo la protección del gobernador Estanislao López y participó de la campaña de guerrillas que este llevó contra la coalición unitaria  Liga del Interior en suelo de la Provincia de Córdoba. La zona sur de la provincia fue asignada al ejército federal porteño, de modo que Manuel López se puso a las órdenes del gobernador porteño Juan Manuel de Rosas y de coronel Ángel Pacheco. Durante esta campaña, Pacheco derrotó al coronel unitario Juan Esteban Pedernera en la decisiva Batalla de Fraile Muerto, mientras que Manuel López, invadió la zona del río Tercero, al sur de la Provincia de Córdoba, derrotando al capitán Ciriaco Echenique en el combate de Arroyo de San José, del 26 de marzo de 1831. Sin embargo, El 7 de abril Manuel López es derrotado por fuerzas del coronel unitario Juan Gualberto Echeverría, muriendo en el encuentro su segundo, el comandante Ramón Lira.
Cuando recibió la noticia de que Paz había sido capturado por las tropas del gobernador santafesino Manuel López ocupó la localidad de Villa Nueva, y desde allí dirigió una ofensiva contra el coronel Echevarría, quien fue capturado en un breve combate en Puntas del Sauce el 29 de junio, y fusilado unos días más tarde junto con los comandantes Tomás Haedo y Navarro en La Carlota. Por influencia de Estanislao López, uno de los hermanos Reynafé, caudillos locales del norte cordobés, fue elegido gobernador de la Provincia de Córdoba.
En la expedición al desierto de 1833, López brindó apoyo con caballos y soldados, pero no participó directamente en la misma. Cuando Facundo Quiroga fue asesinado en Barranca Yaco por orden de los Reynafé, Manuel López se decidió a enfrentar al caudillo santafesino Estanislao López y a sus aliados, los cordobeses Reynafé, éstos fueron derrocados y López ayudó a su captura. Cuatro gobernadores se sucedieron en menos de cien días: Rodríguez, Casanovas, Aramburú y González.

## Su gobierno
Ante la anarquía, López se puso al frente de sus hombres y el 17 de noviembre de 1835 entró en la ciudad de Córdoba. No necesitó imponerse por la fuerza: enseguida la legislatura lo nombró gobernador interino, y el 30 de marzo de 1836 lo nombró titular. Su ministro general era Calixto María González, en quien delegó la gobernación en varias oportunidades.
Se dirigió al sur y pactó un tratado de paz con algunas tribus indígenas, pero masacró a una tribu que no quiso pactar. Durante el resto de su gobierno, sin embargo, debió soportar varios ataques de los indígenas ranqueles.
Ordenó el gobierno, aseguró la enseñanza primaria en varios pueblos del interior, cuidó mucho el sistema de postas de la provincia, que era vital para el comercio, liquidó los últimos pueblos de indios que quedaban en la sierra y levantó un censo de la población, que mostró que había 101 000 habitantes y 14 000 en la capital.
Solucionó los problemas que habían tenido los Reynafé con el obispo, pero sus relaciones con la iglesia nunca fueron buenas. Autorizó la entrada de los jesuitas y les devolvió una iglesia y un colegio que tenían en la ciudad, pero cerró el seminario y transformó su sede en casa de gobierno. Persiguió sin piedad a los unitarios, a los que encarceló con cualquier excusa, y les prohibió ejercer empleos públicos, que era lo mismo que había hecho Paz, y lo mismo que harían algunos sucesores de López años más tarde.

## Una nueva guerra civil
A principios de 1839 comenzaron a estallar sublevaciones organizadas por dirigentes de las provincias vecinas, entre ellos Domingo Cullen, exgobernador de Santa Fe, quien huyó a Santiago del Estero. El 25 de febrero, el gobernador López derrotó en el combate de La Trinchera a los comandantes Santiago Oroño y José Manuel Salas. Poco después invadió la provincia de Córdoba desde Catamarca el exgobernador Rodríguez, pero este también fue fácilmente vencido por López el día 28 de marzo en Las Cañas, al norte de la capital cordobesa.
Cierta tranquilidad se logró cuando el gobernador de Santiago del Estero, Juan Felipe Ibarra, arrestó a Cullen y lo envió preso a Buenos Aires, donde fue fusilado sin ningún trámite.
En 1840 enfrentó y derrotó una nueva revolución, esta vez dirigida por Sixto Casanovas; y más tarde, una filial de la Asociación de Mayo organizó un nuevo intento para derrocarlo, que tampoco tuvo éxito.
Tiempo después, y de regreso la calma, el organizó un nuevo censo de la población de la provincia, el cual arrojó una población total de 103 280 habitantes, de los que 47 503 eran varones y 55 758 mujeres (faltaba especificar el sexo en 19 casos). 13 795 habitantes vivían en la capital.
Más tarde, el gobernador partió hacia el sudeste de la provincia de Córdoba, para frenar a una posible invasión del general unitario Juan Lavalle, quien venía retirándose desde Buenos Aires después de su fallida invasión a esa ciudad. Pero, mientras estaba ausente de la capital, entró a la provincia desde La Rioja el general Lamadrid. Los conspiradores unitarios locales aprovecharon la ausencia de López para derrocarlo el 10 de octubre de 1840. En su lugar nombraron al coronel José Francisco Álvarez.
Después de ocupar Santa Fe, Lavalle se retiró a Córdoba, donde fue derrotado en la Batalla de Quebracho Herrado por el jefe del ejército federal, el depuesto presidente uruguayo Manuel Oribe. Tras reunirse en Córdoba, Lavalle y Lamadrid se retiraron hacia el norte, permitiendo al gobernador López recuperar el control de la capital. Durante unos meses, López desató una cruel persecución hacia sus enemigos, varios de los cuales fueron asesinados; en muchos casos, los responsables de estos hechos fueron los oficiales de Oribe, durante la permanencia del ejército federal en la capital cordobesa. Tras la derrota de los ejércitos unitarios a fines de 1831, el gobernador cordobés apoyó la campaña de Oribe para la recuperación de la provincia de Santa Fe, cuyo gobernador se había pasado al bando unitario.

## Segundo gobierno
Durante el segundo gobierno, su ministro siguió siendo Calixto María González, en quien delegó el gobierno durante sus repetidas ausencias al interior de la provincia; en ocasiones también delegó el gobierno en Claudio Antonio Arredondo, que terminaría reemplazando a González como ministro.
Durante la década de 1840, López fundó el pueblo de Achiras, construyó un cementerio más grande en la ciudad capital y  reabrió la Casa de la Moneda, en la que acuñó una escasa cantidad de dinero. En 1847 reformó la constitución provincial de la época de Bustos, sancionando lo que se llamó un "Código Constitucional provisorio de la provincia de Córdoba" por el cual se le otorgaba más poder al Poder Ejecutivo provincial. Expulsó a los jesuitas de la provincia de Córdoba, pero sostuvo con fondos provinciales a la Iglesia católica, mientras que la Universidad de Córdoba, a pesar de las dificultades económicas, crecía notoriamente.
Durante todo su mandato, Rosas había ejercido no solamente como gobernador de Buenos Aires, sino también como Encargado de las Relaciones Exteriores de la Confederación Argentina, lo que de hecho se consideraba el equivalente a un Poder Ejecutivo nacional.
En 1851, cuando el gobernador entrerriano Urquiza se pronunció contra Rosas, López lo declaró "loco, salvaje unitario" y, ante la sospecha de que varios de sus opositores estuvieran en connivencia con Urquiza, ordenó su inmediato fusilamiento. Durante la crisis política y militar desatada por la campaña del Ejército Grande contra Rosas, López intentó llevar ayuda militar y logística a Rosas. Pero, estando en viaje con sus hombres hacia la frontera con Santa Fe, lo sorprendió la noticia de la victoria de Urquiza en la Batalla de Caseros.
López volvió rápidamente hacia la ciudad de Córdoba, desde donde envió una nota de felicitaciones a Urquiza, expresándole sus congratulaciones por su triunfo militar y anunciándole  que para él a partir de entonces, había llegado: "el momento de recuperar nuestros derechos, usurpados durante veinte años por el déspota Rosas". Los demás gobernadores tuvieron similares gestos hacia el general vencedor de Caseros.
Urquiza decidió apoyarse en los gobiernos federales y proclamó la fórmula "ni vencedores ni vencídos". Envió a Bernardo de Irigoyen a entrevistarse con López, a quien aconsejó rodearse de funcionarios nuevos, para dar una imagen de cambio. Por ello, López nombró ministro a Alejo del Carmen Guzmán y delegó el gobierno en su hijo José Victorio López.
Pero los unitarios clamaban venganza, justificándola en los abusos de los años de persecución rosista. El 27 de abril de 1852, un grupo de opositores dirigidos por Manuel Esteban Pizarro realizaron una revolución sangrienta, logrando derrocar López, e instauraron en su lugar a Alejo del Carmen Guzmán.

## Últimos años
Luego de su derrocamiento, Manuel López fue arrestado y sometido a juicio, y sus bienes fueron confiscados; pero debieron serles devueltos más tarde, para poder condenarlo por confiscar los bienes de sus opositores. Recobró su libertad en octubre de 1852, pero siguió sometido a juicio. En 1853, su hijo fue acusado de participar en una conspiración con los exgobernadores Celedonio Gutiérrez y José Manuel Saravia para recobrar el poder en sus respectivas provincias. Los López, padre e hijo, fueron reducidos nuevamente a prisión durante varias semanas.
En abril de 1854 Manuel López solicitó y obtuvo permiso para residir en la ciudad de Paraná, capital provisional de la Confederación.
Manuel "Quebracho" López falleció en el olvido, en la Ciudad de Santa Fe, durante el mes de octubre del año 1860.
| Predecesor: Calixto María González | Gobernador de Córdoba 1835-1852 | Sucesor: José Victorio López |